# 고래 표류현상

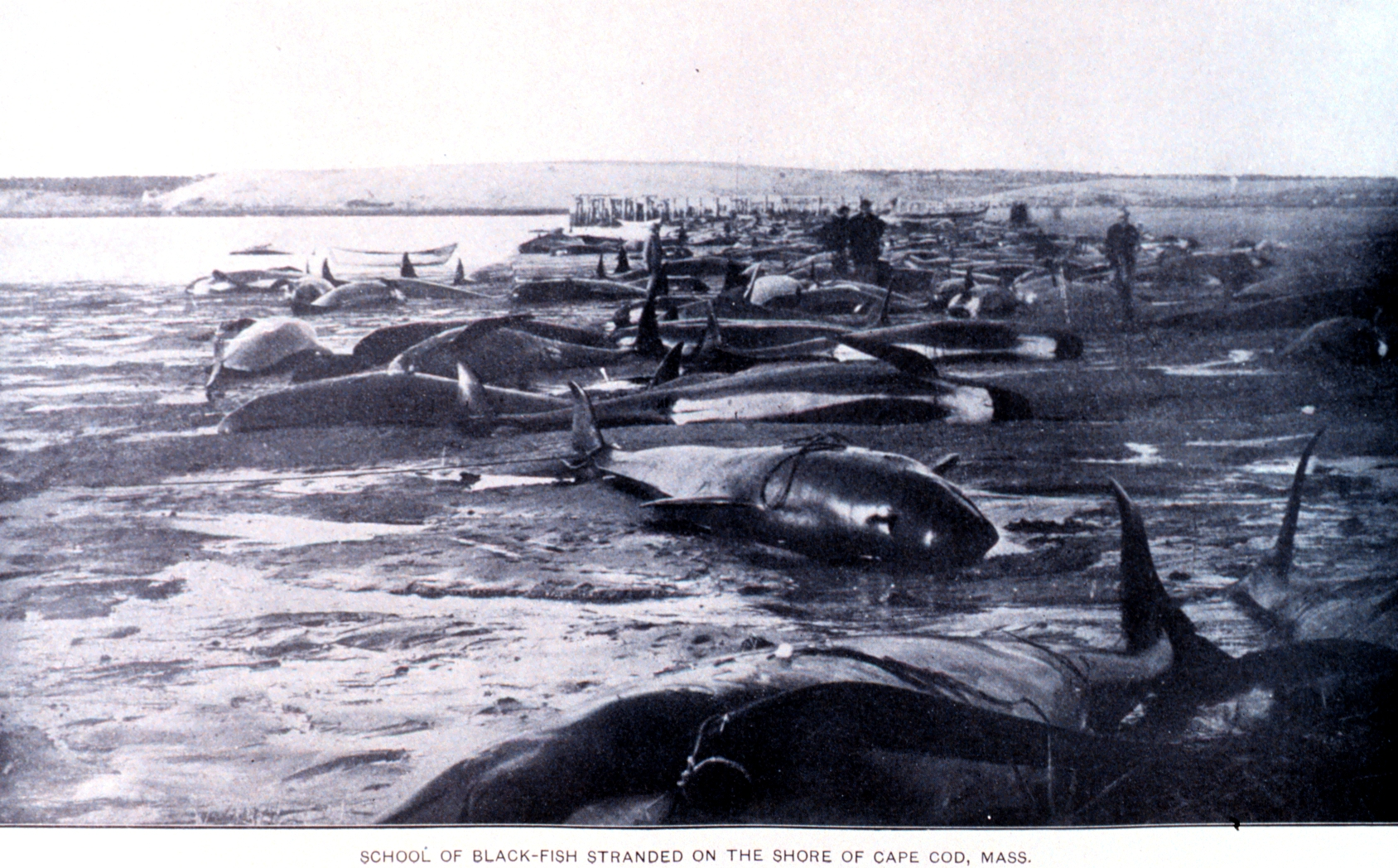
1902년 케이프코드에 일어난 집단 표류현상

고래 표류현상은 고래들이 바닷가에 고립되는 현상을 말한다. 고래들은 바닷가에 고립되면 수분을 잃어버리고 결국에는 죽게 된다. 내장의 무게에 짓눌리거나 숨구멍이 막혀 죽기도 한다. 인간은 이들이 죽기 전에 구조하도록 종종 노력하지만, 언제나 성공적이지는 못하다.

## 사체
고래가 표류해 죽는 경우 이들의 사체는 질병이나 오염의 원인이 된다. 이들의 지방질은 단열성이 높기 때문에 사체 내부는 30도 이상의 온도가 최대 3일까지 지속되어 무산소 미생물이 번식하기에 좋은 환경이 된다.
부피가 크기 때문에 이들의 사체는 옮기기 어렵다. 이를 단숨에 해결하기 위해 분해시키기 위해 폭파하려는 시도도 있었다.
표류된 고래 사체는 먹기에 적합하지 않다. 2002년 14명의 알래스카인이 표류된 고래의 지방질을 먹은 후 8명이 보툴리누스 중독증상을 보였으며, 그중 2명은 기계 호흡이 필요할 정도였다. 이는 썩은 고기에도 마찬가지이다.

## 같이 보기
- 포경